# حمرية حلوة
حمرية حلوة (الاسم العلمي:Erythrina edulis) هي نوع من النباتات تتبع جنس الحمرية من الفصيلة البقولية.